# Acacia pachycarpa
Acacia pachycarpa é uma espécie de leguminosa do gênero Acacia, pertencente à família Fabaceae.